# Буен (Вандеја)
Буен (фр. Bouin) насеље је и општина у западној Француској у региону Лоара, у департману Вандеја која припада префектури Сабл д'Олон.
По подацима из 2011. године у општини је живело 2188 становника, а густина насељености је износила 42,64 становника/km². Општина се простире на површини од 51,31 km². Налази се на средњој надморској висини од 6 метара (максималној 6 m, а минималној 0 m).

## Демографија
| 1962. | 1968. | 1975. | 1982. | 1990. | 1999. | 2011. |
| ----- | ----- | ----- | ----- | ----- | ----- | ----- |
| 2.133 | 2.146 | 2.237 | 2.292 | 2.268 | 2.242 | 2.188 |